# Roman Schneider
Roman Schneider (ur. 5 lutego 1894 w Stanisławowie, zm. 20 sierpnia 1969 w Toronto, Kanada) – polski architekt, artysta plastyk, ceramik, rzeźbiarz i wykładowca.

## Życiorys

### Młodość
Urodził się 5 lutego 1894 w Stanisławowie, w rodzinie Ryszarda i Michaliny z Popielów. Po ukończeniu szkoły powszechnej wyjechał do Zakopanego, gdzie w latach 1906–1911 uczył się rzeźby w Szkole Przemysłu Drzewnego. Od 1913 przez trzy lata uczył się pod kierunkiem Josefa Hoffmanna w Kunstgewerbeschule w Wiedniu, a następnie uzyskał dyplom w dziedzinie architektury. Od 1918 studiował architekturę wnętrz u Józefa Gałęzowskiego w krakowskiej Akademii Sztuk Pięknych, równocześnie od 1920 pracował pod kierunkiem Adolfa Szyszko-Bohusza w Biurze Odbudowy Wawelu w charakterze architekta-rysownika przy renowacji Kaplicy Zygmuntowskiej oraz pracach archeologicznych na Wzgórzu Wawelskim, w 1921 odnalazł w północnym skrzydle zamku tzw. wołka wawelskiego. W 1922 wziął udział w zorganizowanym w związku Wystawą Sztuki Dekoracyjnej w Paryżu konkursie na projekt dywanu i materiału obiciowego i otrzymał nagrodę. W 1923 ukończył studia otrzymał etat referenta technicznego w Państwowym Biurze Odbudowy w Kosowie na Polesiu, zaprojektował budynki szkolne i dom ludowy. Po roku przeniósł się do Łodzi, gdzie uczył rysunku i projektowania w Państwowej Szkole Przemysłowej Żeńskiej i w Państwowej Szkole Włókienniczej. Kontynuował również pracę architekta, zaprojektował kościół w Głownie i wnętrza szkoły salezjanów w Łodzi. W następnym roku uczestniczył w konkursie na projekt mebli koncernu „Thonet-Mundus” i uzyskał drugie miejsce. W 1926 opuścił Łódź, zamieszkał w Warszawie, gdzie przyłączył się do Spółdzielni Artystów Ład, gdzie projektował meble. W 1928 otrzymał stanowisko asystenta w Pracowni Projektowania Brył i Płaszczyzn w Szkole Sztuk Pięknych, gdzie prowadził wykłady ze stolarstwa i architektury wnętrz. Opracował i wprowadził technikę „sosny palonej”, która była tania i pozwalała wyeksponować słoje drzewa. W 1932 zaprojektował wnętrza Naczelnej Izby Lekarskiej i Państwowego Gimnazjum im. Juliusza Słowackiego w Warszawie, od 1934 należał do Bloku Zawodowych Artystów Plastyków, był współzałożycielem dwutygodnika „Plastyka”. W 1935 ożenił się z Mary Litauer, otrzymał drugą nagrodę w konkursie Ładu na meble do salonu, w tym samym roku zaprojektował biurko do gabinetu prezydenta Warszawy Stefana Starzyńskiego. Rok później został członkiem rady Bloku i zaprojektował wnętrza Teatru im. Wojciecha Bogusławskiego w Kaliszu, podczas wystawy „Sztuka wnętrza” w Instytucie Propagandy Sztuki pokazał projekty mebli do jadalni, salonu i pokoju mieszkalnego. W tym samym roku powierzono mu funkcję komisarza wystaw prac studentów ASP w Helsinkach, rok później w Bukareszcie, awansował wówczas na stanowisko starszego asystenta.

### II wojna światowa
Po wybuchu II wojny światowej wyjechał z żoną do Łucka, gdzie zostali aresztowani przez NKWD. Początkowo przebywał w więzieniu Brygidki we Lwowie, w 1940 został przetransportowany do łagru nad Morzem Białym. Po podpisaniu układu Sikorski-Majski został objęty amnestią, przedostał się do obozu mobilizacyjno-szkoleniowego w Tatiszczewie, gdzie wstąpił do Armii Andersa. W Jangi-Jul w Uzbekistanie odnalazła go żona, w 1942 razem z armią zostali ewakuowani do Teheranu, tam Roman Schneider przeszedł do rezerwy. Razem z żoną założyli Polskie Pracownie Artystyczne, w których kierował działem malarstwa. Od 1943 przez dwa lata pełnił funkcję prezesa Związku Polskich Artystów Plastyków w Iranie, zaprojektował wnętrze baru i sali restauracyjnej w hotelu «Ferdowcy», sali teatralnej Klubu Brytyjsko-Perskiego, domu głównodowodzącego armii amerykańskiej, a dla siostry szacha, księżniczki Aszraf Pahlawi letni pałac oraz komplet mebli.

### Emigracja
W 1945 po zakończeniu wojny razem z żoną podjęli decyzję o pozostaniu na emigracji, przeprowadzili się do Libanu, gdzie przy Polskiej Szkole Malarstwa i Rysunku w Bejrucie prowadził kurs kompozycji brył i płaszczyzn. Zaprojektował odsłonięta w 1948 na Uniwersytecie św. Józefa tablicę upamiętniającą polskiego misjonarza Maksymiliana Ryłłę, który jest uważany za założyciela uczelni. Wobec otrzymania odmowy pozwolenia na wyjazd do Wielkiej Brytanii w 1950 Mary i Roman Schneiderowie wyjechali do Kanady. Zamieszkali w Nowej Szkocji, gdzie Roman na Acadia University w Wolfville wykładał przez rok kompozycję brył i płaszczyzn. Następnie przeniósł się do Toronto, gdzie od 1952 pełnił funkcję dziekana Wydziału Projektowania w Ontario College of Art, a od 1953 uczył ceramiki w Madoc Art Center. 
W Kanadzie Roman Schneider zajmował się głównie ceramiką, tworzył naczynia nawiązujące formą do polskich tradycji ludowych, stosował również ażur, eksperymentował ze szkliwieniem. Prace ozdabiał motywami ludowymi lub ornamentyką własnego pomysłu, wystawiał je w Toronto w Upstairs Gallery (1960, 1961), Simco Hotel (1961), Educational Centre (1964), W&W Gallery (1966) i Pollock Gallery (1967), podczas konkursu organizowanego w 1963 przez rząd prowincji Ontario otrzymał pierwszą nagrodę. Stale wystawiał podczas ekspozycji Canadian National Exhibitions, w 1967 jego prace otrzymały trzy nagrody, w 1968 pierwszą nagrodę. W 1963 razem żoną i grupą przyjaciół zorganizował w Actinolite letnią szkołę „Mary and Roman Schneider School of Fine Arts”, w której uczył do końca życia. Za działalność na rzecz Polonii kanadyjskiej rząd RP na uchodźstwie odznaczył Romana Schneidera w 1969 Złotym Krzyżem Zasługi. Zmarł 20 sierpnia 1969 w Toronto, został pochowany na cmentarzu Mount Hope.

### Życie prywatne
Roman Schneider był dwukrotnie żonaty. W 1923 w Krakowie poślubił Helenę Cholewińską (zm. 1928), z którą miał córkę Annę (ur. 1925). W dniu 13 czerwca 1935 ożenił się w Toruniu z Mary Litauer (1900–1992), małżeństwo to pozostało bezdzietne.

### Dorobek artystyczny
Mary Schneider przekazała kolekcję trzydziestu pięciu figurek oraz przedmiotów użytkowych autorstwa męża do zbiorów Cobourg Art Gallery (obecnie Art Gallery of Northumberland) w Toronto. W 1973 w Cobourg Art Gallery odbyła się wystawa tej kolekcji. W 1992 przy Ontario College of Art w Toronto powstała fundacja stypendialna „Roman and Mary Schneider Foundation”.

## Ordery i odznaczenia
- Złoty Krzyż Zasługi (1969)
- Srebrny Krzyż Zasługi[1]